# Lalongue

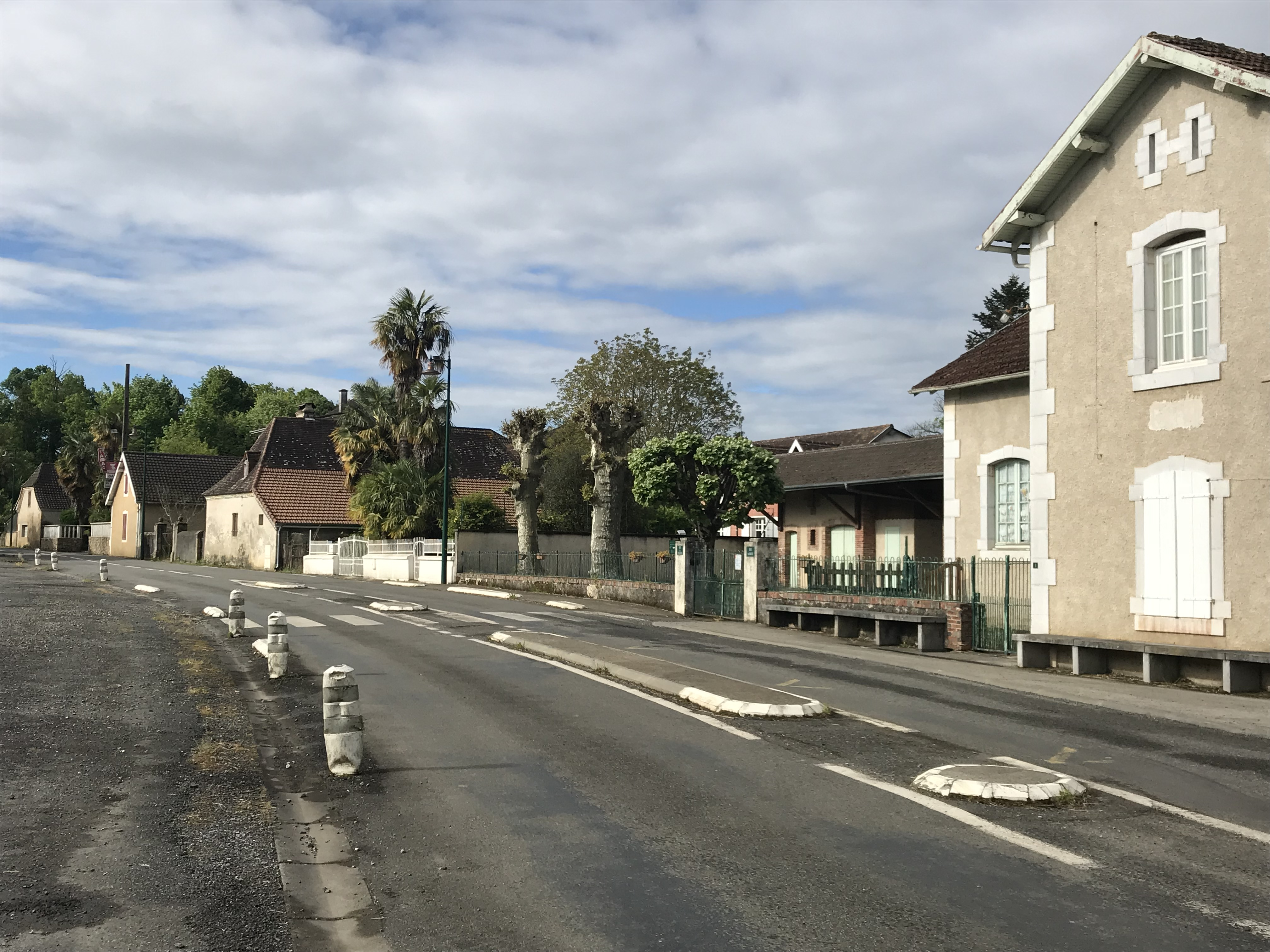
Lalongue (2018)

Lalongue ist eine französische Gemeinde mit 199 Einwohnern (Stand 1. Januar 2022) im Département Pyrénées-Atlantiques in der Region Nouvelle-Aquitaine (vor 2016: Aquitanien). Die Gemeinde gehört zum Arrondissement Pau und zum Kanton Terres des Luys et Coteaux du Vic-Bilh (bis 2015: Kanton Lembeye).

## Geographie
Lalongue liegt ca. 35 km nordöstlich von Pau in der Region Vic-Bilh in der historischen Provinz Béarn am nordöstlichen Rand des Départements.
Umgeben wird Lalongue von den Nachbargemeinden:
| Burosse-Mendousse | Vialer                                      |                 |
| Lannecaube        | Kompassrose, die auf Nachbargemeinden zeigt | Gayon Lespielle |
| Lussagnet-Lusson  | Simacourbe                                  |                 |

Lalongue liegt im Einzugsgebiet des Flusses Adour.
Zuflüsse des Lées strömen durch das Gebiet der Gemeinde:
- der Ruisseau de Larrigan und
- der gleichnamige Lées, hier auch Le Grand Lées genannt, mit seinen Zuflüssen
  - Ruisseau de Marchet und
  - Ruisseau de Culay sowie dessen Nebenfluss
    - Ruisseau d’Uyacq.[1]

## Geschichte
Auf dem Gebiet der Gemeinde befand sich vermutlich ein römisches Militärlager, umgeben von Gräben und Böschungen, was durch Funde aus der gallorömischen Zeit, wie ein Mörser, eine Duftlampe und ein römisches Gewicht belegen. Die romanische Kirche, auf einer Motte errichtet, und die erste, einfache Burg datieren aus dem 11. Jahrhundert. 1040 wurden Laienklöster erwähnt, die lehnsabhängig vom Vicomte von Béarn waren, 1050 wurden Grundherren erwähnt. Bei der Volkszählung im Béarn im Jahr 1385 wurden in Lalongue 27 Haushalte verzeichnet, darunter der des Adeligen Saussanet de Lescun, und vermerkt, dass der Ort zur Bailliage von Lembeye gehörte.
Bei der territorialen Neuverteilung während der Französischen Revolution wurde Lalongue am 4. August 1794 um die ehemalige Gemeinde Besacourp (heutiger Name Besecour) vergrößert, die neun Häuser in jener Zeit umfasste. Die amtliche Verlautbarung offenbarte auch, dass die Kirche inzwischen im Rahmen der Revolution in einen sogenannten Tempel der Vernunft umgewandelt worden war.
Die Gläubigen des Ortsteils Moncaubet gehörten seit den Ursprüngen zur Pfarrgemeinde von Simacourbe. Simacourbe forderte die Gemeinde Lalongue auf, für die Wartung der Kirche von Simacourbe und zur Miete des Pfarrhauses beizutragen, was die Gemeinde Lalongue zurückwies. Am 10. August 1875 wurde der Ortsteil Moncaubet nach dreißigjährigem Tauziehen schließlich an die Gemeinde Simacourbe abgetreten.
Am 8. Juli 1944 durchkämmten deutsche Besatzungstruppen die Häuser der Gemeinde auf der Suche nach Résistancekämpfern. Die Operation ging für die Bevölkerung glimpflich und ohne Massaker aus.
Toponyme und Erwähnungen von Lalongue waren:
- Lanelonque (1101, Kopialbuch des Bistums Lescar),
- Lanelongue (1402),
- Lalonca, Lalongua und Lalonque (1538, 1540 bzw. 1683, Manuskriptsammlung des 16. bis 18. Jahrhunderts),
- Lalongue (1750, Karte von Cassini) und
- Saint-Martin de Lalongue (1779, Manuskript des 18. Jahrhunderts).[4][8]

### Einwohnerentwicklung
Nach einem Höchststand der Einwohnerzahl von 635 in der Mitte des 19. Jahrhunderts reduzierte sich die Zahl bei kurzen Erholungsphasen bis zu den 1980er Jahren um insgesamt rund 80 % auf 140 Einwohner. Seitdem setzte ein moderates Wachstum auf ein heutiges Niveau von rund 210 Einwohnern ein.
| Jahr      | 1962 | 1968 | 1975 | 1982 | 1990 | 1999 | 2006 | 2009 | 2022 |
| --------- | ---- | ---- | ---- | ---- | ---- | ---- | ---- | ---- | ---- |
| Einwohner | 172  | 163  | 144  | 140  | 171  | 180  | 213  | 203  | 199  |

## Sehenswürdigkeiten
- Pfarrkirche, geweiht Martin von Tours. Von dem ursprünglichen, romanischen Bau aus dem 11. Jahrhundert sind heute noch einige Überbleibsel sichtbar, wie z. B. die Verzierung des Fensters der halbrunden Apsis oder die Kapitelle der Säulen mit pflanzlichen Ornamenten. Die Kirche ist vom Friedhof umgeben und durch einen Erdwall geschützt. An der Westseite ragt ein Glockengiebel aus der Fassade empor. Gegen Ende des 18. Jahrhunderts wurde sie umgebaut, wie die Jahreszahl 1776 auf einer Kartusche der Südwand bestätigt. Bedeutende Restaurierungen fanden in den Jahren 1837 und 1911 statt. Bei den letzteren Arbeiten wurden die Fensteröffnungen des einschiffigen Langhauses vergrößert, eine Seitenkapelle und der Eingangsvorbau hinzugefügt. Der Hauptaltar ist Maria, der Mutter Jesu Christi, gewidmet. Eine Statue oberhalb des Tabernakels aus Marmor, stellt sie mit dem Jesuskind in ihren Armen dar. Sie trägt ein langes Kleid, ein Umhangtuch und eine goldene Krone auf ihrem Haupt. Weitere Ausstattungsgegenstände der Kirche stammen aus dem 17. bis 19. Jahrhundert und sind als nationale Kulturgüter registriert.[11][12][13]

- Schloss von Lalongue. Die Grundherrschaft, die 1060 erstmals erwähnt wurde und der ein Laienkloster hinzugefügt wurde, ging im Laufe der Jahrhunderte durch mehrere Hände: Arnaud Raymond d’Espoey (1060), Sansaner de Lescun (1385), Grundherr von Moncaubet (1538), Familie Andoins (1576), Guillaume de Lamarque (1611), Familie Latapy, Familie Germenaud (1652), Anne de Béarn (1681), Charles Deschiens de Laneuville (1695), Familie Dufau, Pierre d’Arripe, Direktor der Münze in Bayonne (1766). Letztgenannter hat vermutlich das in jener Zeit in Ruinen stehende einfache Schloss aus dem 11. Jahrhundert neu gebaut. Gegen Ende des 19. Jahrhunderts wurden auf Veranlassung von Pierre Yermoloff Umbauarbeiten aller Fenster- und Türöffnungen und Vergrößerungen vorgenommen. Heute ist das Schloss bekannt für seinen englischen Landschaftsgarten mit seltenen Arten, der von Alexandre Yermeloff am Ende des 19. Jahrhunderts angelegt wurde.[14][15]

## Wirtschaft und Infrastruktur
Die Landwirtschaft ist traditionell ein wichtiger Wirtschaftsfaktor der Gemeinde.

### Bildung
Die Gemeinde verfügt über eine öffentliche Grundschule.

### Verkehr
Lalongue wird durchquert von den Routes départementales 104 und 228.

## Persönlichkeiten
- Jean Baptiste Dariste, geboren am 19. Juni 1807 in Saint-Pierre auf Martinique, gestorben 1875 in Lescar, war Besitzer des Schlosses von Lalongue in den 1830er Jahren. Am 20. Februar 1835 wurde er zum Bürgermeister von Lalongue ernannt und bekleidete das Amt bis zum 21. März 1848. Er unterstützte die Einrichtung einer Mädchenschule, indem er ein Grundstück der Gemeinde schenkte. Weitere Ämter waren Mitglied des Generalrats des Départements 1841, Mitglied der Nationalversammlung 1848, Mitglied des Senats 1853 bis zum Ende des Zweiten Kaiserreichs und Präsident des Generalrats von 1861 bis 1870.

- Alexandre Yermoloff, geboren 1821 in Paris, gestorben am 25. September 1885 in Lalongue. Er war russischer Abstammung, seine Familie wurde 1829 eingebürgert. Mit reichen Landgütern in Russland ausgestattet, kaufte er das Schloss von Lalongue von der Familie Dariste. Am 5. Mai 1855 wurde er zm Bürgermeister von Lalongue ernannt. Er war ein großer Förderer der Stadt, schenkte Grundstücke, um öffentliche Gebäude und Straßen zu bauen, unterstützte die Einrichtung von Schulen. Am 18. Mai 1884 folgte ihm sein Sohn Pierre im Amt des Bürgermeisters.